# 华南乌口树
华南乌口树（学名：Tarenna austrosinensis），为茜草科乌口树属下的一个植物种。